# 1307 km
1307 km (ros. 1307 км) – przystanek kolejowy w pobliżu miejscowości Oktiabrskoje, w rejonie bagrationowskim, w obwodzie królewieckim, w Rosji. Położony jest na linii Królewiec – Mamonowo. Peron znajduje się jedynie przy torze szerokim.